# Solem v. Bartlett

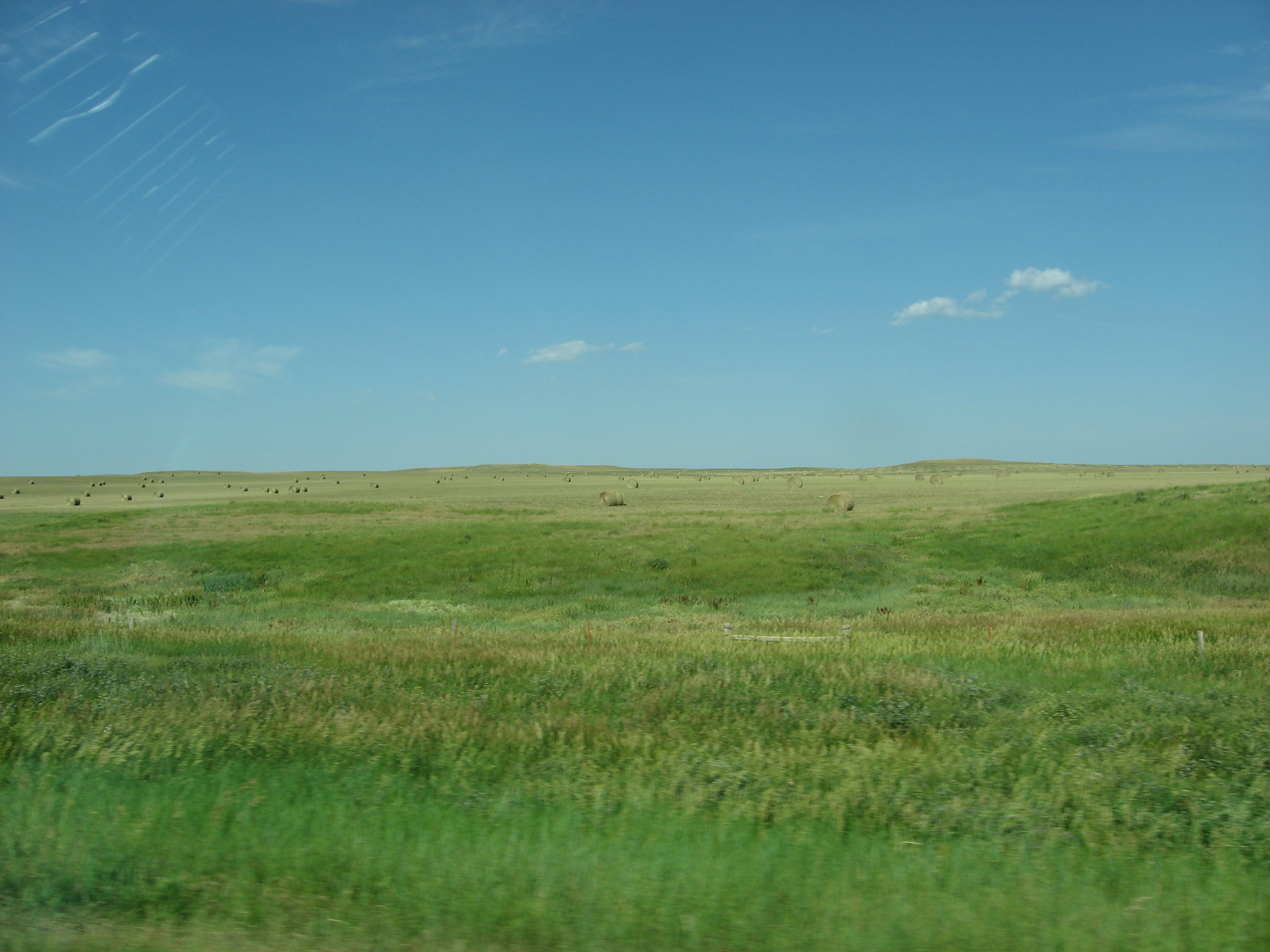
Grasland im Indianerreservat

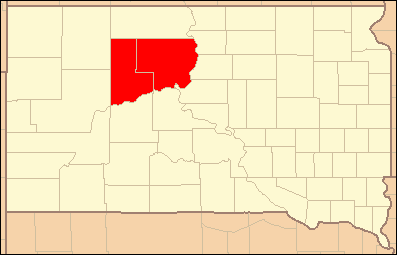
Lage des Indianerreservats in South Dakota

Als Solem v. Bartlett wird ein Gerichtsurteil des Obersten Gerichtshofs der Vereinigten Staaten bezeichnet. Am 22. Februar 1984 entschied das Gericht, dass ein Bundesgesetz aus dem Jahre 1908 (Cheyenne River Act) die Fläche der Cheyenne River Reservation nicht reduzierte. Obwohl das Gebiet von den Vereinigten Staaten aufgeteilt worden war und an Weiße Siedler weiterverkauft wurde, änderten sich die Grenzen der Reservation nicht, da der US-Kongress dies im Gesetz nicht klar deutlich gemacht hatte. Grundlage für das Gerichtsverfahren bildete das Major Crimes Act aus dem Jahre 1885. Das Gericht entschied, dass Verbrechen, welche auf Reservatsgebiet begangen wurden, von einem Bundesgericht und nicht von einem Gericht des Staates South Dakota behandelt werden müssen.

## Name
John Bartlett war ein Mitglied der Sioux-Indianer. Er wurde 1979 beschuldigt, auf dem Gebiet der Reservation versucht zu haben, eine Frau zu vergewaltigen. Das Verbrechen spielte sich in einem Gebiet ab, welches durch den Cheyenne River Act an Weiße Siedler verkauft worden war. Er wurde von einem Gericht von South Dakota schuldig gesprochen und zu einer zehnjährigen Gefängnisstrafe verurteilt. Solem war der Nachname des Direktors jenes Gefängnisses, in welchem John Bartlett eingesessen hatte, nämlich in Sioux Falls. Nachdem er sich im Ersten Prozess vor einem Gericht des Bundesstaates schuldig erklärt hatte, ging er später vor einem Bundesgericht in Berufung. John Bartlett forderte seine Freilassung mit der Begründung, dass der Bundesstaat South Dakota ihn widerrechtlich festhalten würde. Nach dem Major Crimes Act waren die Gerichte des Bundesstaates South Dakota schlicht nicht zuständig.

## Hintergrund
Im Jahr 1868 entstand durch den zweiten Vertrag von Fort Laramie das Great Sioux Reservat. Dieser Vertrag legte das Gebiet des gesamten heutigen US-Bundesstaates South Dakota westlich des Missouri, einschließlich der Black Hills (von der Nordgrenze in Nebraska bis zum 46. Breitengrad und vom Missouri im Osten bis zum 104. Meridian im Westen) als Indianerland zur uneingeschränkten und unbehelligten Nutzung und Besiedlung durch die Great Sioux Nation fest. Das Great Sioux Reservat wurde am 2. März 1889 durch den Kongress der Vereinigten Staaten in mehrere kleine Reservate geteilt. Im Zuge dieser Maßnahmen wurde das jetzige Reservat Cheyenne River Reservation gegründet.
1908 beschloss der Kongress der Vereinigten Staaten von Amerika, den Innenminister zu beauftragen, Teile der Cheyenne River Reservation in einzelne Flächen aufzuteilen, jeder Indianerfamilie ein Grundstück zuzuweisen und überschüssige Gebiete an Nichtindianer zu verkaufen. Dieses Verfahren wurde Allotment genannt und die rechtliche Grundlage dafür bildete der Dawes Act. Der Kongress war der Meinung, dass den Indianern zu viel Fläche zur Verfügung stand, pro Einwohner über 1000 Acres. Die Erträge aus den Verkäufen sollten den Stämmen, welche im Reservat lebten, gutgeschrieben werden. Federführend war das Bureau of Indian Affairs, eine Behörde des Innenministeriums. Diese verwaltete die Gelder der Indianerstämme, da man den Indianern nicht zutraute, selbst Geschäfte zu tätigen. Auch versprach man sich dadurch die Assimilierung an die weiße Kultur. Privater Grundbesitz war das Dogma der Zeit. Kollektives Leben und Arbeiten galt als kommunistisch und zurückgeblieben.
Der Major Crimes Act legte fest, dass schwere Verbrechen, welche auf Indianergebiet begangen wurden, von Bundesgerichten abgeurteilt werden müssen, und nicht von den Gerichten der Bundesstaaten, auf welchen sich das Reservat befindet. Die Bundesstaaten sind deshalb (mit Ausnahme von Reservaten, welche unter Public Law 280 fallen) nicht zuständig. Ursprünglich diente diese Vorgehensweise dem Schutz der Stämme, da das Verhältnis zwischen Bundesstaaten und Stämmen als sehr gespannt galt und Bundesstaaten oftmals Ureinwohner aus ihren Gebieten vertrieben. Von den Gerichten der Bundesstaaten wurde ein faires Urteil nicht erwartet. Zu tief war das Misstrauen der Stämme. Eher erwartete man vom fernen Washington eine faire Behandlung.
Im Verfahren ging es um die Frage, ob das Gebiet, auf welchem das Verbrechen stattfand, noch Teil der Cheyenne River Reservation sei oder nicht. Wäre es immer noch Bestandteil der Reservation, dann wäre ein Bundesgericht für den Vorfall zuständig und nicht ein Gericht des Staates South Dakota.

## Verfahren
Die Verhandlung fand am 6. Dezember 1983 statt. Den Vorsitz hatte Warren E. Burger. Weitere Richter waren William Joseph Brennan, Byron White, Thurgood Marshall, Harry Blackmun, Lewis F. Powell, William Rehnquist, John P. Stevens und Sandra Day O’Connor. Das Gericht suchte nach klaren Worten, ob der Verkauf eine Grenzkorrektur beinhalten würde oder nicht. Beabsichtigte der US-Kongress mit dem Gesetz von 1908 eine Verkleinerung des Reservats? Die Richter fanden keine klaren Aussagen im Gesetz. Es wurde lediglich erklärt, Teile des Reservats für die Besiedlung durch Weiße freizugeben. Und dass der Indianerstamm für den Verkauf bezahlt werden würde. Die Frage des Sovereign wurde durch dieses Gesetz nicht geklärt. Es wurde der Schriftverkehr zwischen Kongress und Behörden analysiert. Und Aussagen von einzelnen Abgeordneten. Es sah eher so aus, als wäre das Innenministerium der Vereinigten Staaten als Grundstücksmakler für den Stamm tätig gewesen. Die Abgeordneten hielten die Behandlung der Souveränität für unnötig und gefährlich. Zum einen konnte das Gesetz aufgrund der Verträge mit den Stämmen angefochten werden. Viele Parlamentarier gingen aber davon aus, dass sich das Problem der Reservate sowieso von selbst erledigen würde. Die Stämme würden sich assimilieren. Indianerreservate seien ein Konstrukt der Vergangenheit.

## Urteil
Am 22. Februar 1984 wurde das Urteil gesprochen. Thurgood Marshall formulierte das Urteil. Das Urteil wurde einstimmig gefällt. Der Cheyenne River Act hat die Grenzen der Reservation nicht geändert. Das Verbrechen von John Bartlett hätte vor einem Bundesgericht verhandelt werden müssen.

## Konsequenzen
Das Urteil diente als Referenz für weitere Gerichtsentscheidungen. Es wurde ein Standard geschaffen, um die Intentionen des US-Kongresses zu beurteilen. Da wie oben erwähnt der US-Kongress davon ausging, dass sich das Indianerproblem mit der Zeit von selbst erledigen würde, unterblieb in vielen Gesetzen eine klare Aussage zu der Souveränitätsfrage.